# Deutsche Meisterschaften im Rennrodeln 2002
Die vorgezogenen Deutschen Meisterschaften im Rennrodeln 2002 fanden am 20. Dezember 2001 auf der Rennschlitten- und Bobbahn im sächsischen Altenberg statt.
Die Titelkämpfe dienten als Testlauf für die Rennrodel-Europameisterschaften 2002, die wenig später auf der Bahn im Altenberger Kohlgrund ausgetragen wurden. Die nationalen Titel gingen an Silke Kraushaar im Einsitzer der Frauen, Georg Hackl im Einsitzer der Männer und Sebastian Schmidt/André Forker im Doppelsitzer. Alle Wettkämpfe wurden in einem Wertungslauf entschieden.

## Ergebnisse

### Einsitzer der Frauen
| Platz | Sportlerin           | Verein                | Zeit     |
| ----- | -------------------- | --------------------- | -------- |
| 1     | Silke Kraushaar      | BSR Rennsteig Oberhof | 55,436 s |
| 2     | Sylke Otto           | Oberwiesenthaler SV   | 55,496 s |
| 3     | Anke Wischnewski     | Oberwiesenthaler SV   | 55,962 s |
| 4     | Barbara Niedernhuber | WSV Königssee         | 56,251 s |
| 5     | Sonja Wiedemann      | SG Hausham            | 56,432 s |
| 6     | Julia Schäfer        | WSV Königssee         | 56,549 s |

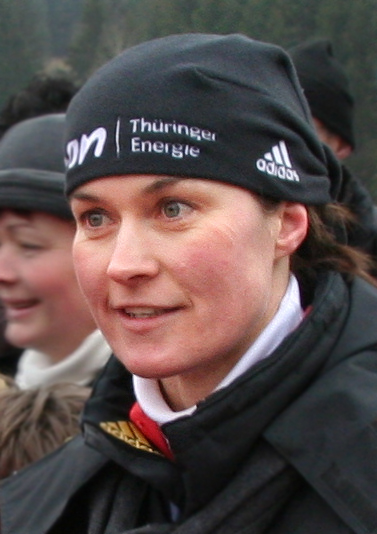
Silke Kraushaar, Deutsche Meisterin

Deutsche Meisterin wurde, wie in den Vorjahren, Silke Kraushaar, die auf ihrer Heimbahn Sylke Otto und Anke Wischnewski auf die weiteren Podestränge verwies. Barbara Niedernhuber verpasste das Podium mit einem Rückstand von rund einer halbe Sekunde. Sonja Wiedemann wurde Fünfte, Julia Schäfer folgte auf Rang 6.

### Einsitzer der Männer
| Platz | Sportlerin      | Verein                | Zeit     |
| ----- | --------------- | --------------------- | -------- |
| 1     | Georg Hackl     | RC Berchtesgaden      | 56,962 s |
| 2     | Denis Geppert   | Oberwiesenthaler SV   | 56,999 s |
| 3     | Jan Eichhorn    | BSR Rennsteig Oberhof | 57,064 s |
| 4     | David Möller    | BSR Rennsteig Oberhof | 57,092 s |
| 5     | Karsten Albert  | BSR Rennsteig Oberhof | 57,178 s |
| 6     | Patrick Schürer | Oberwiesenthaler SV   | 57,761 s |

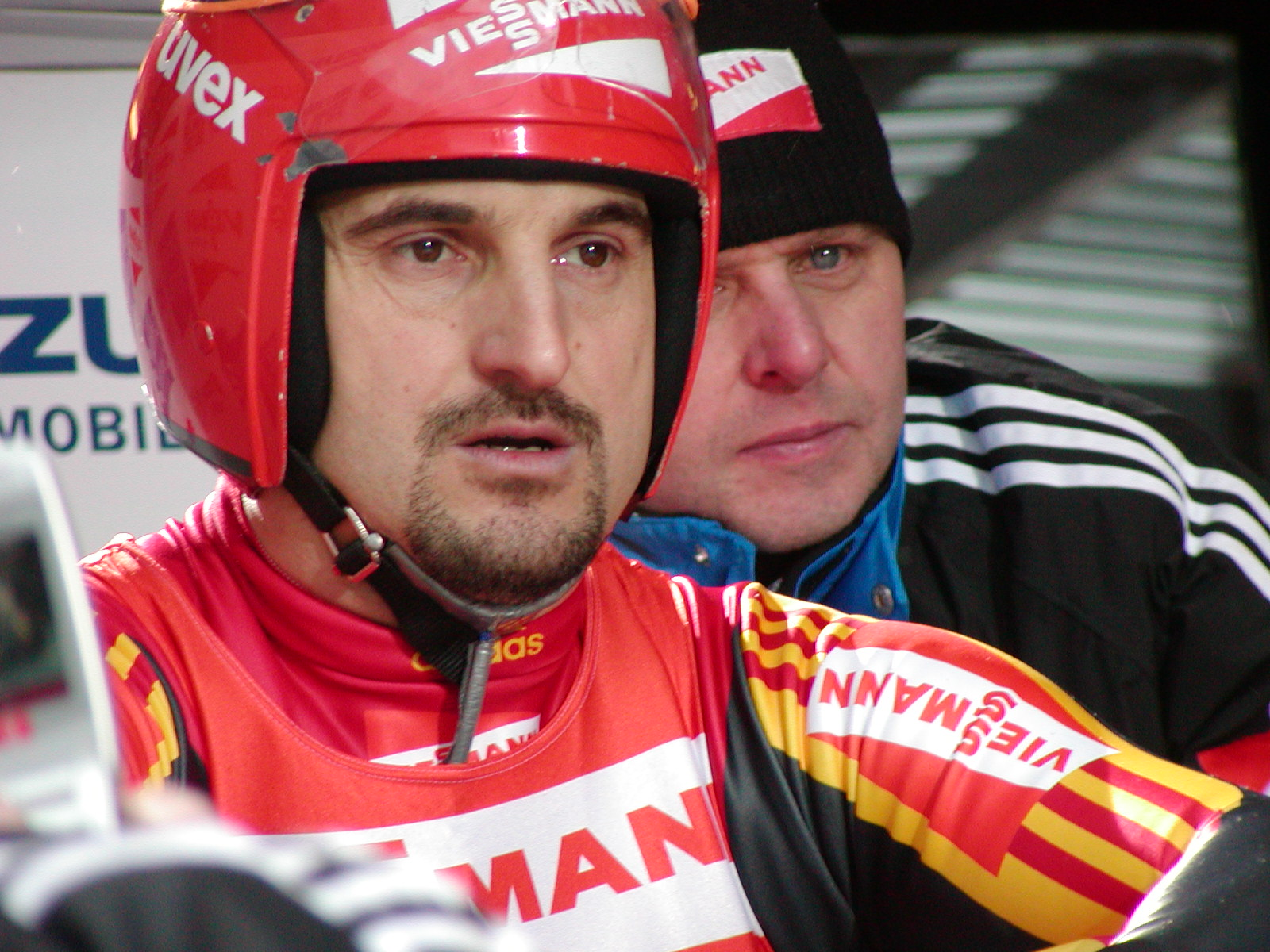
Georg Hackl, Deutscher Meister

Deutscher Meister der Männer wurde, wie in den Vorjahren, Georg Hackl, der Denis Geppert und Jan Eichhorn auf die weiteren Podestplätze verwies. David Möller wurde Vierter, Karsten Albert Fünfter. Patrick Schürer komplettierte das Feld auf Rang 6.

### Doppelsitzer
| Platz | Sportlerin                        | Verein                                    | Zeit     |
| ----- | --------------------------------- | ----------------------------------------- | -------- |
| 1     | Sebastian Schmidt/André Forker    | SSV Altenberg                             | 43,882 s |
| 2     | André Florschütz/Torsten Wustlich | BSR Rennsteig Oberhof/Oberwiesenthaler SV | 43,901 s |
| 3     | Steffen Skel/Steffen Wöller       | BSC Winterberg                            | 44,000 s |
| 4     | Marcel Lorenz/Christian Baude     | BSR Rennsteig Oberhof                     | 44,506 s |
| 5     | Mike Gerner/Christian Weise       | Oberwiesenthaler SV                       | 44,759 s |
| 6     | Christian Pfalz/Patrick Günther   | SSV Altenberg                             | 44,784 s |

Deutsche Meister wurden auf ihrer Heimbahn Sebastian Schmidt und André Forker. Sie verwiesen die Vorjahressieger André Florschütz und Torsten Wustlich sowie Steffen Skel und Steffen Wöller auf die weiteren Podestränge. Marcel Lorenz und Christian Baude wurden Vierte, Mike Gerner und Christian Weise Fünfte. Christian Pfalz und Patrick Günther komplettierten das Starterfeld auf Rang 6.